# Владинська сільська рада
Владинська сільська рада (деколи — Владзинська сільська рада) — колишня адміністративно-територіальна одиниця та орган місцевого самоврядування в Новоград-Волинському, Довбишському (Мархлевському) районах і Новоград-Волинській міській раді Волинської округи, Київської та Житомирської областей УРСР з адміністративним центром у селі (до 1939 р. — колонія) Владин.

## Населені пункти
Сільській раді на момент ліквідації були підпорядковані населені пункти:
- с. Владин
- с. Ходорівка

## Населення
Кількість населення ради, станом на 1923 рік, становила 1 008 осіб, кількість дворів — 186.
Кількість населення сільської ради, станом на 1924 рік, становила 1 071 особу.
Станом на 1927 рік, кількість населення сільської ради складала 1 119 осіб, з них 430 (38.4 %) — особи польської національності. Кількість селянських господарств — 234.
Кількість населення ради, станом на 1931 рік, складала 930 осіб.

## Історія та адміністративний устрій
Створена 1923 року в складі сіл Білка, Сорлівка, Ходорівка та колонії Владин Рогачівської волості Новоград-Волинського повіту Волинської губернії. 7 березня 1923 року увійшло до складу новоствореного Новоград-Волинського району Житомирської (згодом — Волинська) округи. 22 травня 1925 року затверджена як польська національна сільська рада. Від 1 вересня 1925 року — у складі Довбишського (згодом — Мархлевський) району Волинської округи.
20 червня 1930 року с. Ходорівка відійшло до складу Тетірської сільської ради Соколовського району; було повернуте 31 грудня 1932 року. 17 жовтня 1935 року, внаслідок розформування Мархлевського району, сільську раду було передано до складу Новоград-Волинської міської ради Київської області. Станом на 1 жовтня 1941 року с. Сорлівка, станом на 1 вересня 1946 року с. Білка, не перебувають на обліку населених пунктів.
Станом на 1 вересня 1946 року сільрада входила до складу Новоград-Волинської міської ради Житомирської області, на обліку в раді перебували села Владин та Ходорівка.
Ліквідована 11 серпня 1954 року, відповідно до указу Президії Верховної ради УРСР «Про укрупнення сільських рад по Житомирській області»; територію та населені пункти включено до складу Слободо-Чернецької сільської ради Новоград-Волинської міської ради Житомирської області.